# Talje (gearing)
 For alternative betydninger, se Talje. (Se også artikler, som begynder med Talje)
En trisse er en enkel mekanisk indretning der består af et hjul med aksel som er konstrueret til, eller anvendt med tovværk o.l.
En talje er et system med to trisser; et udtryk der er dokumenteret fra 1808, i 'Dansk-Engelsk Søe-Lexicon', men som i øvrigt har en helt anden, omend historisk betydning - som en karvestok brugt i ældre tiders bylag.
.
En trisse der fungerer i en talje-rigging kaldes også for blok, taljeblok, kasteblok eller såmænd også bare talje.
Trisser bruges til at effektivisere et arbejde med tovværk.
Mens en enkelt trisse bruges til positionering eller retningsændring,
så er trisser der fungerer sammen en sindrig optimering af arbejdsbyrden, enten ved kraftgearinger, ex. løft og træk, eller til kraftoverførsel, ex. en remskive med drivrem.
Taljeblokke og remskiver er hyppigt anvendt i mekanisk udstyr. Taljeblokke er hertil anvendt som manuelt redskab, indenfor søfart, Eftersøgnings- og redningstjenesten (no), brandvæsnet og deslige, ved klatresport og erhversmæssig træklatring m.m.

## Teori
På fig. A ses en trisse der bruges til at løfte et lod. Dette i sig selv kræver en vis kraft, der modsvarer tyngdekraften på loddet. Trissens hjul bevirker tovet kan rulle frit, og ideelt set uden mekanisk modstand. Den ideelle fordeling af loddets vægt langs rebet over trissen medfører en halvering af kraften, dvs. en kraftudveksling på 1:2.

Som det fremgår af fig. B er det ikke ligegyldigt om man trækker i samme retning som den vej loddet bevæges i. Den samme kraftudveksling, 1:2, er her opnået ved hjælp af to trisser.
Det fremgår også at forankringen faktisk påvirkes af mere end loddets vægt (arbejdsbyrden) -  samme opstilling ses i fig. C(2).

En konsekvens af fordelingen over trissen er at vejlængden forkortes, dvs. den frie ende af tovet skal trækkes en dobbelt så lang strækning som loddet bliver flyttet.
Af fig. D ses opstillingen af trisser kan optimeres når ankringen af blokkene påvirker kraftoverførslens vejbane.
Snørebånd
Et principielt lignende hverdagseksempel på fordeling af arbejdsbyrde, er det samlede system af snørebånd og snørebånds-huller. Når man strammer snørebåndet vil vejlængden blive taget fra afstandene mellem snørebåndsøjerne. Typisk vil den meste afstand tages fra den øverste del af snøre-systemet, bl.a. fordi friktionen er forholdsvis høj.

### Friktion
Friktionen i en taljeblok kan som vejledende eksempel regnes til 5% af byrden pr. blokskive.[kilde mangler] For en opstilling med tre trisser (fig. C(3)), bliver det til at byrden øges med 3 x 5% (3/20 gange byrden). Den nødvendige kraft {\displaystyle F_{z}} til at løfte byrden {\displaystyle F_{l}} bliver da:

{\displaystyle F_{z}=(F_{l}+3/20*F_{l})/3}
, og generelt:

{\displaystyle F_{z}=(F_{l}+n/20*F_{l})/n}
Den eksakte beregning af friktion fås med Capstan formlen (en).

## Sømandens taljeblokke
På fig.C er vist forskellige former for taljeblokke. I alle 4 typer er den øverste blok både den faste blok (den bevæger sig ikke) såvel som løberblok, dvs. det er den blok, hvor den ende tov man trækker i (løberen) forlader taljen. Den nederste blok er den 'løse' blok.
En talje-rigging med n trisser kaldes en n-skåret talje.
At skære en talje betyder at trække tovet den rigtige vej igennem blokkene. Her startes med at lægge begge blokkene på dørken, så skiverne ligger vandret. Løberen tages i højre hånd, og skæres fra højre gennem det øverste skivgat i den øverste blok. Herefter fra venstre gennem øverste skivgat på nederste blok. Og så kører man bare videre med næste lag i blokkene, indtil der ikke er flere. 
Når taljen er skåret fuld, sættes tampen fast i hundsvotten (øjet på den 'sidste blok) med et enkelt flagknob.
En taljeblok med 3 eller flere skiver kaldes gie, men den største talje, der generelt bliver brugt, er en seksskåret.
For at få trækket ind i midten af taljen så den ikke trækker skævt og for at tovene ikke skal krydse hinanden, er der en anden skæringsmetode som bruges for 6 eller flerskårne taljer, som vist på illustrationen.